# Homologe chromosomen
Homologe chromosomen zijn twee overeenkomstige chromosomen in een celkern. Doorgaans, ook bij de mens, komen chromosomen voor als diploïdie, in paren van homologe chromosomen, waarbij één exemplaar van de moeder komt en het andere van de vader. Vrouwen hebben 23 paar homologe chromosomen, terwijl mannen 22 paar homologe chromosomen hebben. De kern van een menselijke cel bevat bijvoorbeeld twee homologe exemplaren van het chromosoom 1.
Twee homologe chromosomen hebben een gelijke opbouw, maar zijn niet identiek. Ze bevatten dezelfde genen op dezelfde plaats, maar met verschillende genetische informatie, omdat de allelen verschillend zijn. Beide homologe chromosomen kunnen bijvoorbeeld coderen voor de oogkleur, maar de ene voor blauwe ogen en de andere voor bruine. Bij de productie van dochtercellen in de meiose, waarbij de chromosomenparen zich splitsen, is ieder chromosoom in een nieuwe dochtercel identiek aan dat van oorspronkelijk de moeder of de vader.